# Euroschinus jaffrei
Espèce
Statut de conservation UICN

 VU  : Vulnérable
Euroschinus jaffrei est une espèce de plantes de la famille des Anacardiaceae.

## Distribution
Cette plante est endémique de Nouvelle-Calédonie.

## Systématique
Le nom correct complet (avec auteur) de ce taxon est Euroschinus jaffrei Hoff.